# Bernard Spilsbury
Bernard Henry Spilsbury (Warwickshire, Reino Unido, 16 de mayo de 1877 - Londres, Reino Unido, 17 de diciembre de 1947) fue un patólogo británico. Sus casos incluyen el de Hawley Harvey Crippen, el caso Seddon y los envenenamientos de Major Armstrong, los asesinatos de "Las novias en el baño" de George Joseph Smith, Louis Voisin, Jean-Pierre Vaquier, los asesinatos de Crumbles, Norman Thorne, Donald Merrett, el caso Podmore, el matricidio de Sidney Harry Fox, Alfred Rouse, Elvira Barney, Tony Mancini, Margaret Lowe y el caso Vera Page. Las apariciones en el tribunal de Spilsbury se volvieron legendarias por su comportamiento de dominar los temas sin esfuerzo. 
También jugó un papel crucial en el desarrollo de la Operación Mincemeat una operación de engaño durante la Segunda Guerra Mundial que salvó miles de vidas de personal de servicio aliado. Spilsbury se suicidó en 1947.

## Vida personal
Spilsbury nació el 16 de mayo de 1877 en 35 Bath Street, Leamington Spa, Warwickshire. Era el mayor de los cuatro hijos de James Spilsbury, un fabricante de productos químicos, y su esposa, Marion Elizabeth Joy. 
El 3 de septiembre de 1908, Spilsbury se casó con Edith Caroline Horton. Tuvieron cuatro hijos: una hija, Evelyn y tres hijos, Alan, Peter y Richard. Peter, un médico en el Hospital St Thomas en Lambeth, murió en un bombardeo en 1940, mientras que Alan murió de tuberculosis en 1945, poco después de la Segunda Guerra Mundial . 
Las muertes (de Peter, en particular) fueron un golpe del que Spilsbury nunca se recuperó realmente. Se cree que la depresión sobre sus finanzas y su salud en declive fue un factor clave en su decisión de suicidarse con gas en su laboratorio en el University College de Londres, en 1947.

## Carrera
Educado en el Magdalen College, Oxford, consiguió una licenciatura en ciencias naturales en 1899, una licenciatura en medicina y cirugía en 1905 y una maestría en artes en 1908. También estudió en el Hospital St Mary's en Paddington, Londres, desde 1899. Se especializó en la entonces nueva ciencia de la patología forense. 
En octubre de 1905, fue nombrado patólogo asistente residente en el Hospital St Mary's cuando el Consejo del Condado de Londres solicitó que todos los hospitales generales de su área designaran a dos patólogos calificados para realizar autopsias después de muertes repentinas. En esta especialidad, trabajó en estrecha colaboración con médicos forenses como Bentley Purchase .

### Casos importantes

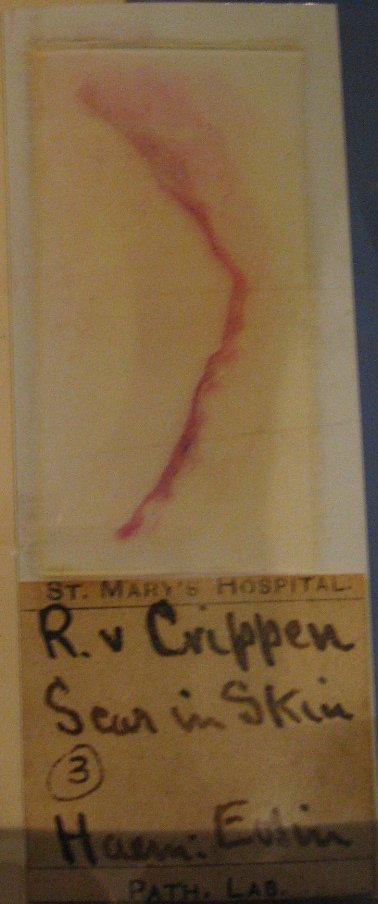
Tejido cicatricial utilizado como prueba en el juicio de Crippen, presuntamente el de Cora Crippen.

El caso que llamó la atención pública sobre Spilsbury fue el de Hawley Harvey Crippen en 1910, donde dio pruebas forenses sobre la probable identidad de los restos humanos encontrados en la casa de Crippen. Spilsbury concluyó que una cicatriz en un pequeño pedazo de piel de los restos señalaba a la Sra. Crippen como la víctima. 
Spilsbury luego aportó pruebas en el juicio de Herbert Rowse Armstrong, el abogado condenado por envenenar a su esposa con arsénico.
El caso que consolidó la reputación de Spilsbury como el principal patólogo forense de Gran Bretaña fue el juicio por asesinato de "Las novias en el baño" en 1915. Tres mujeres habían muerto misteriosamente en sus baños; en cada caso, la muerte parecía ser un accidente. George Joseph Smith fue llevado a juicio por el asesinato de una de estas mujeres, Bessie Munday. Spilsbury testificó que había sido asesinada dado según tenía la piel en el baño, era seguro que había muerto de manera violenta. 
Spilsbury también colaboró en los casos de los asesinatos de los baúles de Brighton. Aunque el hombre acusado del segundo asesinato, Tony Mancini, fue absuelto, confesó el asesinato justo antes de su propia muerte, muchos años después, reivindicando las pruebas de Spilsbury.
Spilsbury pudo trabajar con restos mínimos, como en el caso de Alfred Rouse (el "Asesinato del coche en llamas"). Aquí, fue encontrado un cuerpo casi destruido entre los restos de un auto incendiado cerca de Northampton en 1930. Aunque la víctima nunca fue identificada, Spilsbury pudo dar pruebas de cómo había muerto y facilitar la condena de Rouse. 
Durante su carrera, Spilsbury realizó miles de autopsias, no solo de víctimas de asesinato sino también de criminales ejecutados. Pudo comparecer para la defensa en Escocia, donde su condición de patólogo del Ministerio del Interior en Inglaterra y Gales era irrelevante: testificó para la defensa en el caso de Donald Merrett, juzgado en febrero de 1927 por el asesinato de su madre y absuelto como no probado
Spilsbury fue nombrado caballero a principios de 1923. Fue un patólogo y profesor de medicina forense aprobado por el Ministerio del Interior en el University College Hospital, la London School of Medicine for Women y el St Thomas's Hospital. También fue miembro de la Royal Society of Medicine. 
fueron subastados en Sotheby's En años posteriores, la actitud dogmática de Spilbury y su inflexible creencia en su propia infalibilidad dieron lugar a críticas. Los jueces comenzaron a expresar su preocupación porque era invencible en los juicios y las investigaciones recientes han indicado que su dogmatismo inflexible condujo a errores judiciales.
El 17 de julio de 2008 fueron subastados en Sotheby's archivos que contenían notas sobre las muertes investigadas por Spilsbury y fueron adquiridos por la Biblioteca Wellcome en Londres. Los archivos documentaban las muertes en el condado de Londres y en los home counties en el periodo de 1905-1932. Las tarjetas escritas a mano, descubiertas en un armario olvidado, fueron las notas que Spilsbury aparentemente acumuló para un libro de texto sobre medicina forense que estaba planeando, pero no hay evidencia de que en algún momento hubiera comenzado el libro.

## Legado
Fue Spilsbury quien, junto con el personal de Scotland Yard, ideó la llamada bolsa de asesinato, el kit que contiene guantes de plástico, pinzas, bolsas de pruebas, etc., con el que están equipados los detectives que asisten actualmente a la escena de una muerte sospechosa. 
Spilsbury ha sido conmemorado con una placa azul del Patrimonio Inglés instalada en su antigua casa en Marlborough Hill, en el norte de Londres.  También en el lugar de nacimiento de su padre, 35 Bath Street, Leamington Spa, que todavía hoy es una farmacia. 

### Medios de comunicación
- Spilsbury es mencionado en la canción de Severed Heads 'Dead Eyes Open' del escritor, Edgar Lustgarten, como 'un gran patólogo con una experiencia única'. La canción usa la transcripción de Edgar Wallace del juicio de Patrick Herbert Mahon por el asesinato de su amante Emily Beilby Kaye.
- En la película de 1956 The Man Who Never Was, sobre la Operation Mincemeat, André Morell interpretó a Spilsbury.
- La serie documental de ciencia de la BBC Horizon puso una mirada crítica al trabajo de Spilsbury en el episodio de 1970 The Expert Witness .[11]
- En la serie de Thames Television de 1976 Killers, Derek Waring interpretó a Spilsbury en tres episodios.
- Spilsbury fue interpretado por Andrew Johns en la serie de Granada TV de 1980-81 Lady Killers .
- Nicholas Selby interpretó a Spilsbury en la miniserie de 1994 Dandelion Dead, una dramatización del caso del envenenamiento de Herbert Rowse Armstrong.
- El 12 de junio de 2008, la obra de radio Afternoon Drama de la BBC Radio 4, The Incomparable Witness de Nichola McAuliffe, es un drama sobre la participación de "Sir Bernard Spilsbury, el padre de la moderna ciencia forense" en el caso Crippen visto desde el punto de vista de la esposa de Spilsbury, Edith. La obra fue dirigida por Sasha Yevtushenko con Timothy Watson como Spilsbury, Joanna David como Edith, Honeysuckle Weeks como la joven Edith y John Rowe (quien interpretó a Spilsbury en un episodio de la breve serie de televisión de 1984 BBC Scotland Murder Not Proven? ) como el Lord Jefe de Justicia.
- En 2019, la serie BBC1 Murder, Mystery and My Family concluyó que la condena del joven de 15 años Jack Hewitt (1907-1972) por el asesinato en Gallowstree Common de Sarah Blake (1877-1922) no era segura, en parte debido a la prueba errónea de Spilsbury ante el jurado sobre la supuesta arma homicida.

## Reputación póstuma
Durante la vida de Spilsbury, y ya en 1925 después de la condena por asesinato de Norman Thorne, comenzó a expresarse la preocupación sobre su dominio de la sala del tribunal y sobre la calidad de su metodología. El influyente Law Journal expresó una "profunda inquietud" ante el veredicto y señaló "los jurados invisten rápidamente a Sir Bernard Spilsbury con una infalibilidad mayor que la del papa".
En años más recientes, ha habido una nueva evaluación de la reputación de Spilsbury, lo que ha generado dudas sobre su grado de objetividad. El profesor Sir Sydney Smith juzgó a Spilsbury "muy brillante y muy famoso, pero falible ... y muy, muy obstinado". Keith Simpson escribió sobre Spilsbury "sus pruebas positivas indudablemente condujeron a la condena en juicios que podrían haber terminado con suficientes dudas para la absolución". . Burney y Pemberton (2010) observaron cómo el "virtuosismo" de las actuaciones de Spilsbury en la morgue y la sala del tribunal "amenazaba con socavar los fundamentos de la patología forense como una especialidad moderna y objetiva".
En particular, ha sido criticado por su insistencia en trabajar solo, su negativa a capacitar a los estudiantes y su falta de voluntad para participar en la investigación académica o la revisión por pares.